# Brynjar Bergmann
Brynjar Bergmann (* 2. Mai 1994) ist ein isländischer Eishockeyspieler, der seit 2016 erneut bei Ísknattleiksfélagið Björninn in der isländischen Eishockeyliga unter Vertrag steht.

## Karriere
Brynjar Bergmann begann seine Karriere als Eishockeyspieler beim Reykjavíker Verein Ísknattleiksfélagið Björninn, für den er 2009 in der isländischen Eishockeyliga debütierte. 2012 gewann er mit dem Team den ersten Meistertitel der Vereinsgeschichte. Ein Jahr später wurde er für die beste Plus/Minus-Bilanz der isländischen Liga ausgezeichnet. Seit Björninn mit Hunar eine zweite Mannschaft in der Liga stellt, spielt er neben seinem Engagement für die erste Mannschaft auch dort. Lediglich in der Spielzeit 2015/16 spielte er für den Ligakonkurrenten UMFK Esja.

### International
Im Juniorenbereich nahm Bergmann für Island an der Division III der U-18-Weltmeisterschaft 2011, als er die beste Plus/Minus-Bilanz des gesamten Turniers aufwies, und der Division II der U-18-Weltmeisterschaft 2012 sowie der Division II der U-20-Weltmeisterschaften 2011, 2013 und 2014 bzw. der Division III der U-20-Weltmeisterschaften 2012 teil. 
In der Herren-Nationalmannschaft spielte Brynjar Bergmann erstmals bei der Weltmeisterschaft 2013 in der Division II, in der er auch 2014 und 2015 spielte. Zudem vertrat er seine Farben bei der Olympiaqualifikation für die Winterspiele 2018 in Pyeongchang.

## Erfolge und Auszeichnungen
- 2011 Aufstieg in die Division II, Gruppe B, bei der U-18-Weltmeisterschaft der Division III, Gruppe B
- 2011 Beste Plus/Minus-Bilanz bei der U-18-Weltmeisterschaft der Division III, Gruppe B
- 2012 Aufstieg in die Division II, Gruppe B, bei der U-20-Weltmeisterschaft der Division III
- 2012 Isländischer Meister mit Ísknattleiksfélagið Björninn
- 2013 Beste Plus/Minus-Bilanz der isländischen Liga